# Cañada de Lobo
Cañada de Lobo är en ort i Mexiko.   Den ligger i kommunen San Sebastián Tecomaxtlahuaca och delstaten Oaxaca, i den sydöstra delen av landet, 260 km söder om huvudstaden Mexico City. Cañada de Lobo ligger 2 330 meter över havet och antalet invånare är 106.
Terrängen runt Cañada de Lobo är kuperad åt nordost, men åt sydväst är den bergig. Runt Cañada de Lobo är det ganska glesbefolkat, med 43 invånare per kvadratkilometer. Närmaste större samhälle är Santiago Juxtlahuaca, 11,6 km öster om Cañada de Lobo. I omgivningarna runt Cañada de Lobo växer huvudsakligen savannskog.